# Sankt Lars katolska församling
Sankt Lars katolska församling är en romersk-katolsk församling i Uppsala. Församlingen tillhör Stockholms katolska stift. Även Sankt Ilians katolska kyrka i Enköping ingår i församlingen.

## Historik
På 1930-talet ökade behovet av regelbundna katolska mässor i Uppsala. Det första kapellet låg på S:t Larsgatan. Det första riktiga kapellet fick Uppsala 1942 och det låg på S:t Johannesgatan. År 1975 upprättades den egna församlingen. År 1985 invigdes det nybyggda S:t Lars kyrkcentrum med Sankt Lars kyrka.
År 2023 hade församlingen 3 600 medlemmar från cirka 70 olika nationer. Prästerna i församlingen tillhör Jesuitorden. De bedriver församlingsarbete och även publicistisk verksamhet. De har ansvarat för Katolska bokförlaget och givit ut tidskriften Signum. Tidskriften utges sedan 2001 av  Newmaninstitutet, ett katolskt institut för teologi, filosofi och kultur med säte i Uppsala, upprättat av Jesuitorden i Sverige. Utöver jesuiterna är också flera stiftspräster verksamma i församlingen. 